# Lethrus sogdianus
Lethrus sogdianus är en skalbaggsart som beskrevs av Semenov 1894. Lethrus sogdianus ingår i släktet Lethrus och familjen tordyvlar. Inga underarter finns listade i Catalogue of Life.